# Système éducatif au Tchad
 (novembre 2017).
Si vous disposez d'ouvrages ou d'articles de référence ou si vous connaissez des sites web de qualité traitant du thème abordé ici, merci de compléter l'article en donnant les références utiles à sa vérifiabilité et en les liant à la section « Notes et références ».
Le système éducatif au Tchad, pays francophone d'Afrique centrale, est organisé comme suit : 
- Éducation fondamentale ou de base
  - De la maternelle  au cours moyen 2
- Éducation moyenne
  - De la 6e en 3e
- Éducation secondaire
  - De la 2de en terminale
- Éducation professionnelle
  - Écoles professionnelles, centres techniques
- Éducation supérieure
  - Universités, instituts et grandes écoles

La principale langue d'éducation est le français. Du fait du bilinguisme, l'arabe comme deuxième langue officielle est également utilisée comme langue d'enseignement dans certains établissements.

## Universités
- Université de N’Djamena
- Université Adam Barka d’Abéché
- Université de Moundou
- Université de Sarh
- Université d’Ati
- Université de Doba

## Instituts universitaires d’enseignements
- Institut universitaire des Sciences et Techniques d’Abéché
- Institut universitaire des sciences agronomiques et de l'environnement de Sarh
- Institut universitaire Polytechnique de Mongo
- Institut universitaire de Biltine
- Institut universitaire de Mao
- Institut universitaire des Sciences Agronomiques de Laï
- Institut du Sahara et du Sahel d’Iriba
- Institut universitaire du CEFOD- CBS
- Institut universitaire Polytechnique de l’élevage de Moussoro

## Institutions de recherches
- Centre national du Recherche et du Développement (CNRD)
- Laboratoire de Recherches Vétérinaires et Zootechniques de Farcha
- Institut Tchadien de Recherche Agronomique et du Développement (ITRAD)

## Grandes Écoles
- École normale supérieure de N'Djamena
- École normale supérieure des sciences de Bongor
- École normale supérieure de Sarh
- École normale supérieure d'Abéché
- École nationale d’administration et de la magistrature de N’Djamena
- École nationale supérieure des travaux publics de N’Djamena (ENSTP)
- École nationale des Télécommunications de Sarh
- École nationale de la Santé Publique
- École nationale supérieure des technologies de l’information et de la communication (N'Djamena-Amdjarass-Sarh)

## Autres
L'Office National des Examens et Concours du Supérieur (ONECS) est l'organe officiel qui organise tous les examens du supérieur et le baccalauréat du second degré.
La Fédération Nationale des Associations des Parents d’Elèves du Tchad (FENAPET) est un organe partenaire de l'éducation nationale.